# Arciferi
Arciferi — подраздел жуков из семейства жужелиц.

## Классификация
- Подрод: Chaetocarabus Thomson, 1875

- Вид: Carabus arcadicus
- Вид: Carabus intricatus

- Подрод: Heterocarabus Morawitz, 1886

- Вид: Carabus marietti

- Подрод: Platycarabus Morawitz, 1886

- Вид: Carabus creutzeri
- Вид: Carabus cychroides
- Вид: Carabus depressus
- Вид: Carabus fabricii
- Вид: Carabus irregularis